# Lada Pilzová
Lada Pilzová (* 20. května 1987 Litoměřice) je bývalá fotbalistka a reprezentantka České republiky v judu.
Její starší sestrou je Libuše Pilzová, která patřila mezi nejlepší trampolínistky České republiky.

## Judo
Na základní škole byla Lada Pilzová zařazena do sportovní třídy v Litoměřicích a začala se judu aktivně věnovat.
Stala se členkou oddílu Sport Judo Litoměřice a jejím trenérem se stal Václav Červín.
Díky svým úspěchům se zařadila do reprezentace a pod vedení trenéra Radoslava Kvačka, který byl osobním trenérem a budoucím manželem Michaely Vernerové.
Po vstupu do reprezentace přešla na individuální studium, aby se mohla judu více věnovat a přejít tak na dvoufázové tréninky.
Rok 2003 byl důležitý pro nominace na Letní evropský olympijský festival mládeže EYOF v Paříži.
Soutěž v nizozemském Venray byla vhodná jako přípravný start, kde Lada Pilzová potvrdila svou formu, ale po zbytečné chybě získala bronz.
Na silně obsazeném turnaji v Jičíně taktéž vybojovala bronzovou medaili a potvrdila tak svou nominaci na EYOF.
Na Letním olympijském festivalu se jí nevedlo a skončila bez umístění.
V roce 2006 se probojovala na mistrovství Evropy U20 do estonského Tallinnu. V prvním kole porazila Řekyni, v kole druhém narazila na silnou soupeřku ze Španělska a ta jí z dalších bojů vyřadila.
Kariéru juda ukončila po zdravotních problémech s koleny.

## Dosažené úspěchy v judu

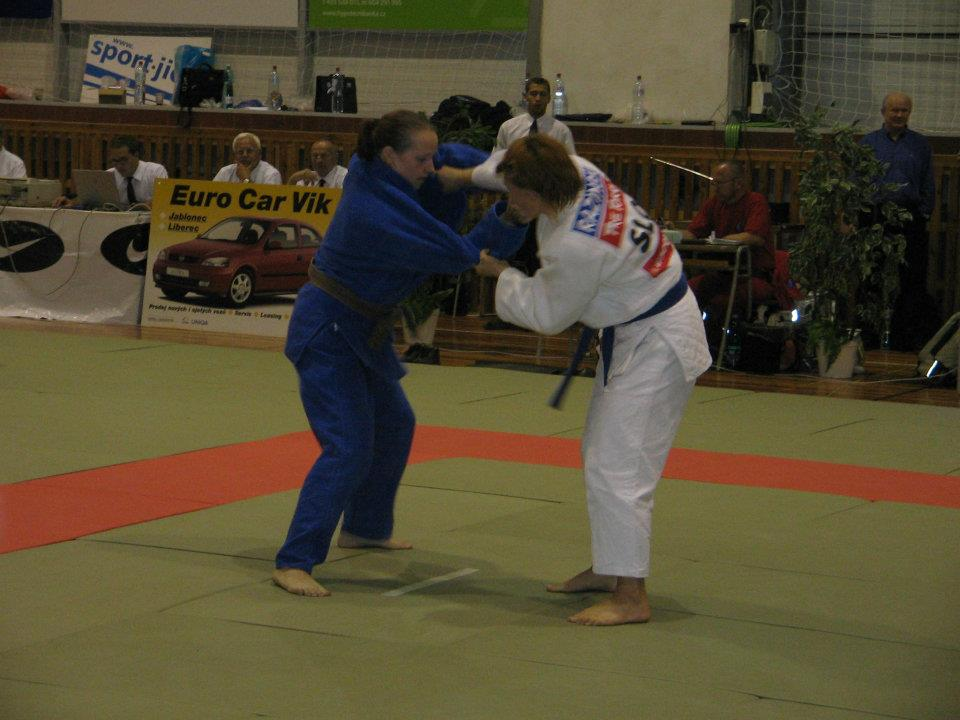
Lada Pilzová

### 1998
- 1. místo - Mistrovství České republiky v Dubí - kategorie mladší žákyně
- 2. místo - Mezinárodní turnaj Vöcklabruck (Rakousko)

### 1999
- 1. místo - Mistrovství České republiky v Dačicích - kategorie mladší žákyně
- 3. místo - Mezinárodní turnaj Vöcklabruck (Rakousko)

### 2000
- 1. místo - Mezinárodní turnaj Vöcklabruck (Rakousko)
- 2. místo - Mezinárodní turnaj Venray (Holandsko)

### 2001
- 5. místo - Mezinárodní turnaj Venray (Holandsko)
- 1. místo - Mezinárodní turnaj Höchberg (Německo)
- 3. místo - Mistrovství České republiky Jičín - kategorie dorostenky
- 1. místo - Mistrovství České republiky Dačice - kategorie starší žákyně

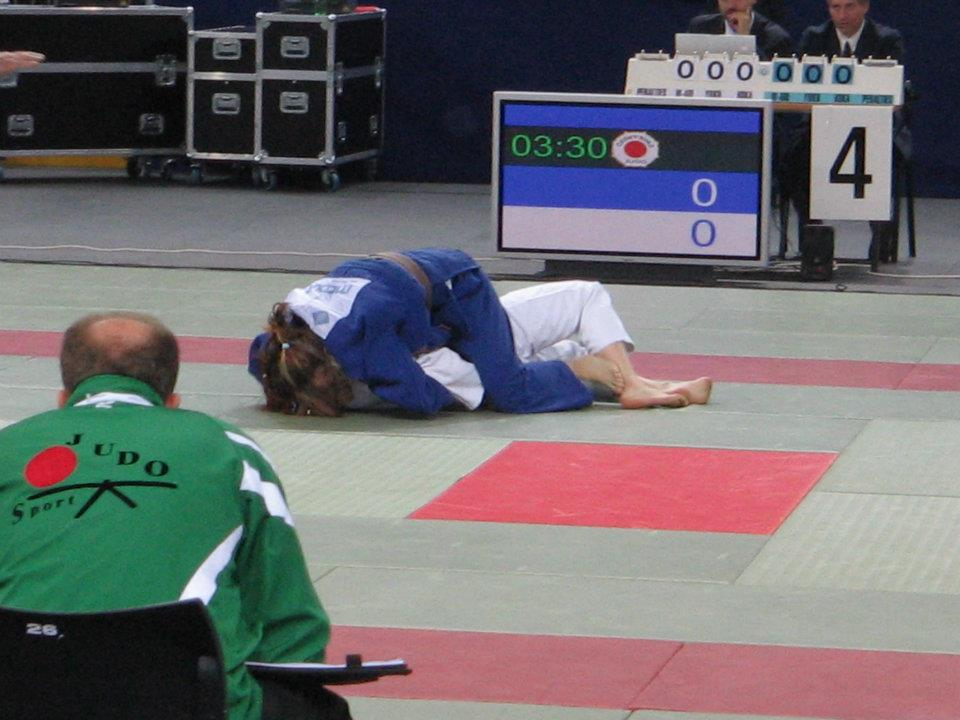
Lada Pilzová judo 1

### 2002
- účast - Mezinárodní turnaj Belfort (Francie)
- 5. místo - Mezinárodní turnaj Jičín
- 9. místo - Mezinárodní turnaj Heilbronn (Německo)
- 3. místo - Mezinárodní turnaj Höchberg (Německo)
- 1. místo - Mistrovství České republiky Mohelnice - kategorie dorostenky

### 2003
- 9. místo - Mezinárodní turnaj Belfort (Francie)
- 3. místo - Mezinárodní turnaj Jičín
- 7. místo - Mezinárodní turnaj Jičín
- 9. místo - Mezinárodní turnaj Heilbronn (Německo)
- 9. místo - Mezinárodní turnaj Bialsko Biala (Polsko)
- 3. místo - Mezinárodní turnaj Venray (Holandsko)
- účast - Letní evropský olympijský festival mládeže EYOF Paříži
- 2. místo Mistrovství České republiky Litoměřice - kategorie dorostenky
- 3. místo Mistrovství České republiky Brno - kategorie juniorky
- 2. místo - Mistrovství České republiky družstev dorostenek Hradec Králové

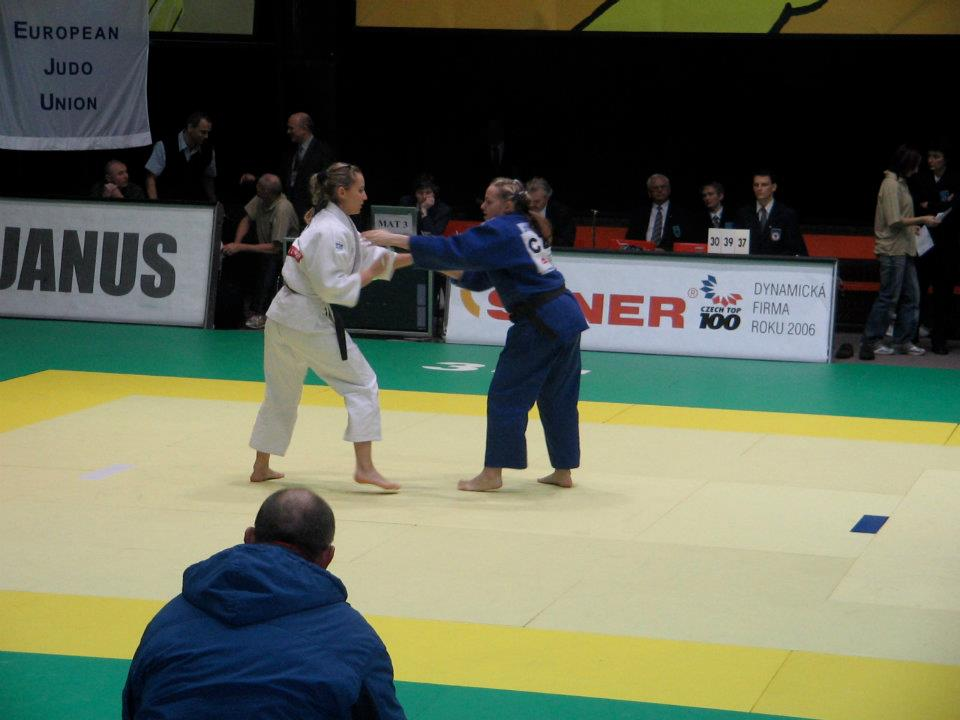
Lada Pilzova judo 3

### 2004
- 2. místo - Mezinárodní turnaj Röhrbach (Rakousko)
- 9. místo - Mezinárodní turnaj Sindelfingen (Německo)
- 1. místo - Mistrovství České republiky Most - kategorie juniorky
- 1. místo - Mistrovství České republiky družstev dorostenek Turnov
- 5. místo - Mistrovství České republiky Ostrava - kategorie ženy

### 2005
- účast - Mezinárodní turnaj Erfurt (Německo)
- účast - Světový pohár Praha
- 7. místo - Mezinárodní turnaj Jičín
- 2. místo - Mezinárodní turnaj Trnava (Slovensko)
- 2. místo - Mistrovství České republiky Jablonec nad Nisou - kategorie juniorky
- 1. místo - Mistrovství České republiky Praha - kategorie ženy

### 2006
- 7. místo - Mezinárodní turnaj Cetniewo (Polsko)
- 13. místo - Mezinárodní turnaj Jičín
- 9. místo - Mezinárodní turnaj Berlín (Německo)
- účast - Mistrovství Evropy juniorek Tallin (Estonsko)
- 3. místo - Mistrovství České republiky OPEN - kategorie ženy
- 5. místo - Mistrovství České republiky žen Liberec
- 1. místo - Mistrovství České republiky družstev žen Liberec

### 2007
- účast - Mezinárodní turnaj World Cup Noris Praha

## Ocenění
- 2007 8. místo nejúspěšnější sportovec Litoměřicka

## Fotbal

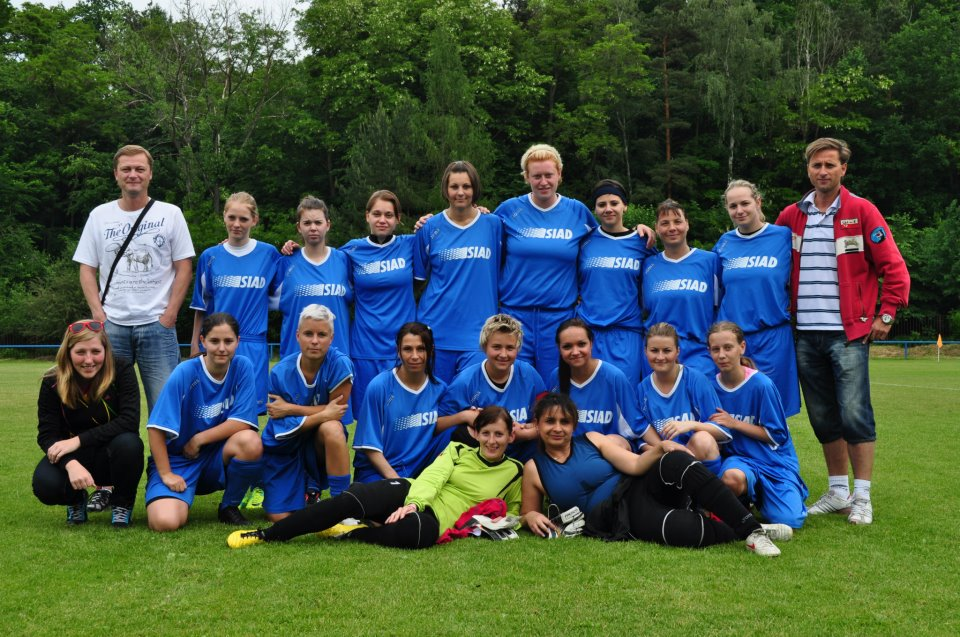
FK Baník Souš

Po ukončení kariéry juda se pokusila vrátit ke sportu.
Stala se členkou III. ligy žen fotbalového klubu Baník Souš pro sezónu 2011/2012 a 2012/2013.
V týmu se zařadila na pozici záložníka a obránce.
Ale díky zdravotním problémům s koleny musela ukončit i fotbal.